# Podborze (Maków)
Pour les articles homonymes, voir Podborze.
Podborze (prononciation : [pɔdˈbɔʐɛ]) est un village polonais de la gmina de Różan dans le powiat de Maków de la voïvodie de Mazovie dans le centre-est de la Pologne.
Il se situe à environ 4 kilomètres au nord-ouest de Różan (siège de la gmina), 18 kilomètres à l'est de Maków Mazowiecki (siège du powiat) et à 80 kilomètres au nord de Varsovie (capitale de la Pologne).

## Histoire
De 1975 à 1998, le village appartenait administrativement à la voïvodie d'Ostrołęka.